# Władysław Poręba
Władysław Poręba (ur. 7 lutego 1942) – polski piłkarz, grający na pozycji obrońcy.

## Kariera sportowa
Karierę rozpoczął w klubie LKS Komorów, następnie grał w Sycowiance, Bielawiance, a od wiosny 1963 występował w Śląsku Wrocław, awansując z nim do I ligi w 1964. W ekstraklasie grał pięć sezonów (do 1969), w latach 1969-1973 grał we wrocławskiej drużynie w II lidze, po kolejnym awansie do I ligi, zagrał w Śląsku w ekstraklasie jesienią 1973. Łącznie dla Śląska w I lidze wystąpił w 111 spotkaniach, w II lidze w 154 spotkaniach (co jest rekordem klubu w rozgrywkach II-ligowych). W sezonie 1974/1975 był piłkarzem Odry Wrocław. 
Po zakończeniu kariery zawodniczej pracował jako trener grup młodzieżowych w Śląsku, w latach 1977-1980 czterokrotnie z rzędu doprowadził drużynę juniorską do finałowego turnieju mistrzostw Polski, zdobywając złoty medal w 1979, srebrny w 1977, brązowy w 1978 i 1980. W sezonie 1984/1985 był asystentem Henryka Apostela w drużynie seniorskiej, grającej w I lidze.